# Каракалпак (Сариагаський район)
Каракалпа́к (каз. Қарақалпақ) — село у складі Сариагаського району Туркестанської області Казахстану. Входить до складу Жилгинського сільського округу.
Населення — 1044 особи (2021; 953 у 2009, 934 у 1999, 842 у 1989).